# Hans-Gerhard Creutzfeldt
Hans-Gerhard Creutzfeldt (Hamburgo, Alemania, 2 de junio de 1885 — Múnich, 30 de diciembre de 1964) neuropatólogo alemán, codescubridor de la enfermedad de Creutzfeldt-Jakob. 

## Biografía
Nacido en una familia de médicos hamburgueses, estudió en las Facultades de Medicina de las Universidades de Jena y Rostock, recibiendo su título en 1909.
Hizo parte de su residencia en el Hospital San Jorge de Hamburgo, para emplearse luego como médico de a bordo en una nave que hacía la travesía del Pacífico. En sus viajes aprovechó para estudiar las lenguas y costumbres de diversos pueblos y las plantas tropicales.
Habiendo retornado a Alemania, Creutzfeldt trabajó en el Instituto Neurológico de Fráncfort, en las clínicas neuropsiquiátricas de Breslau, Kiel y Berlín y en el Deutsche Forschungsanstalt für Psychiatrie de Múnich. 
En 1920 describió, junto a su colega Alfons Maria Jakob, la enfermedad que hoy lleva el nombre de ambos, y en 1925 recibió el grado de profesor Extraordinarius de psiquiatría y neurología, para ser nombrado luego (1938) profesor y director de la unidad psiquiátrica y neurológica de la Universidad de Kiel.
La Segunda Guerra Mundial estalló cuando el científico contaba 54 años de edad. Creutzfeldt, que no era nazi y no simpatizaba con el régimen hitleriano, salvó a varias personas destinadas a morir en los campos de concentración, escondiéndolas de sus perseguidores. Los bombardeos aliados destruyeron su casa y su clínica.
Terminada la guerra, ejerció el cargo de rector de la Universidad de Kiel durante seis meses, antes de ser despedido por las fuerzas de ocupación británicas. El conflicto se suscitó porque Creutzfeldt deseaba autorizar a los ex oficiales de las fuerzas alemanas para que estudiaran allí, lo que los aliados no querían permitir.
En 1953 se mudó a Múnich para proseguir sus investigaciones científicas y murió en esa ciudad en 1964.